# Naleraq
Naleraq (voorheen Partii Naleraq) is een centristisch-populistische politieke partij in Groenland, in 2014 opgericht door voormalige Siumut-leden. De partij behaalde drie zetels in gemeenteraden en drie in de Inatsisartut, het Groenlands parlement, maar geen in het Folketing, het Deense parlement.

## Geschiedenis
In januari 2014 kondigde de voormalig Groenlandse premier Hans Enoksen aan dat hij een nieuwe politieke partij ging vormen na zijn vertrek uit Siumut. Bij de algemene verkiezingen van november 2014 won deze partij drie zetels. Deze werden ingenomen door Hans Enoksen, Per Rosing-Petersen (een ander voormalig Siumut-lid) en Anthon Frederiksen (een voormalig lid van Kattusseqatigiit).
Bij de algemene verkiezingen van april 2018 is de partij gegroeid naar vier zetels. Op 19 mei 2018 verliet Henrik Fleischer de partij, waarna de partij nog 3 zetels overhad. Op 20 mei 2018 meldden nieuwsbronnen dat hij overstapte naar Siumut, hoewel hij dit pas op 22 mei 2018 officieel heeft bevestigd.
Op 15 februari 2021 veranderde de partij haar naam en logo om meer jonge stemmers aan te trekken. In de verkiezingen van 2021 steeg de partij naar 4 zetels.

## Verkiezingsresultaten

### Inatsisartut(Groenlands parlement)[8]
| Verkiezing | Stemmen | %         | Zetels | ±     |
| ---------- | ------- | --------- | ------ | ----- |
| 2014       | 3.423   | 11,6 (#4) | 3 / 31 | Nieuw |
| 2018       | 3.931   | 13,4 (#4) | 4 / 31 | +1    |

### Folketing(Deens parlement)
| Verkiezing | Stemmen | % (Groenland) | Zetels  | Zetels (Groenland) | ±     |
| ---------- | ------- | ------------- | ------- | ------------------ | ----- |
| 2015       | 962     | 4,7 (#5)      | 0 / 179 | 0 / 2              | Nieuw |
| 2019       | 1.565   | 7,6 (#5)      | 0 / 179 | 0 / 2              | -     |